# Liste des matchs de l'équipe de France de football australien féminin par adversaire
Cette liste présente les matchs de l'équipe de France de football australien féminin depuis son premier match en 2013 par adversaire rencontré. 
- Haut – A
- B
- C
- D
- E
- F
- G
- H
- I
- J
- K
- L
- M
- N
- O
- P
- Q
- R
- S
- T
- U
- V
- W
- X
- Y
- Z

## A

### Angleterre
Confrontations entre l'équipe de France de football australien féminin et l'équipe d'Angleterre de football australien
| Date            | Lieu               | Match               | Score  | Compétition |
| 4 octobre 2014  | Londres Angleterre | Angleterre - France | 50 - 2 | EU Cup 2014 |
| 10 octobre 2015 | Umag Croatie       | Angleterre - France | 85 - 1 | EU Cup 2015 |
| 8 octobre 2016  | Lisbonne Portugal  | Angleterre - France |        | EU Cup 2016 |

## C

### Croatie
Confrontations entre l'équipe de France de football australien féminin et l'équipe de Croatie de football australien
| Date            | Lieu         | Match            | Score  | Compétition |
| 10 octobre 2015 | Umag Croatie | Croatie - France | 1 - 40 | EU Cup 2015 |

## D

### Danemark
Confrontations entre l'équipe de France de football australien féminin et l'équipe du Danemark de football australien
| Date            | Lieu               | Match             | Score  | Compétition |
| 4 octobre 2014  | Londres Angleterre | France - Danemark | 6 - 8  | EU Cup 2014 |
| 10 octobre 2015 | Umag Croatie       | Danemark - France | 50 - 1 | EU Cup 2015 |

## E

### Écosse
Confrontations entre l'équipe de France de football australien féminin et l'équipe d'Écosse de football australien
| Date           | Lieu               | Match             | Score  | Compétition |
| 4 octobre 2014 | Londres Angleterre | Écosse - France - | 43 - 6 | EU Cup 2014 |
| 8 octobre 2016 | Lisbonne Portugal  | Écosse - France   |        | EU Cup 2016 |

### EU Crusaders
Confrontations entre l'équipe de France de football australien féminin et l'équipe d'EU Crusaders de football australien
| Date              | Lieu                          | Match                 | Score   | Compétition |
| 21 septembre 2013 | Saint-Médard-en-Jalles France | France - EU Crusaders | 26 - 45 | EU Cup 2013 |

## I

### Irlande
Confrontations entre l'équipe de France de football australien féminin et l'équipe d'Irlande de football australien
| Date           | Lieu               | Match            | Score   | Compétition |
| 4 octobre 2014 | Londres Angleterre | Irlande - France | 66 - 00 | EU Cup 2014 |
| 8 octobre 2016 | Lisbonne Portugal  | Irlande - France |         | EU Cup 2016 |

## S

### Suède
Confrontations entre l'équipe de France de football australien féminin et l'équipe de Suède de football australien
| Date            | Lieu         | Match          | Score  | Compétition |
| 10 octobre 2014 | Umag Croatie | Suède - France | 7 - 26 | EU Cup 2015 |